# Johnny Flynn
Johnny Flynn (* 14. März 1983 in Johannesburg) ist ein britischer Sänger und Schauspieler. Als Einflüsse nennt er William Shakespeare und W. B.Yeats. Er ist Mitglied der Theatergruppe 'Propeller'.

## Musik
Zusammen mit seiner Band Johnny Flynn & the Sussex Wit veröffentlichte er drei Alben. Das Debütalbum A Larum erschien im Sommer 2008 und wurde von Musikkritiker David Fricke im Musikmagazin Rolling Stone empfohlen. Nachdem im Winter 2009 die EP Sweet William herausgebracht wurde, erschien im Sommer 2010 das zweite Album Been Listening auf dem Label Transgressive Records. Die Singleauskopplung Kentucky Pill wurde von der britischen Zane Lowe's Radio 1 Show im März als „Hottest Record in the World“ erwähnt. Das dritte Album Country Mile erschien 2013. Am 24. März 2017 erschien sein viertes Album Sillion.
Flynn schrieb das Serienthema zur britischen BBC-Sitcom Detectorists.
In den 2020er Jahren tat er sich mit dem Schriftsteller Robert Macfarlane zusammen und veröffentlichte zwei Alben mit gemeinsam geschriebenen Songs.

## Schauspielerische Tätigkeit
Johnny Flynn war als Schauspieler an mehreren Bühnenproduktionen beteiligt, unter anderem am Globe Theatre und am Royal Court. Für seine Rolle im Stück Jerusalem wurde er für einen Olivier Award in der Kategorie „Bester Nebendarsteller“ nominiert.
Flynn ist einem größeren Publikum als Hauptdarsteller der Serie Lovesick, produziert von Netflix und Channel 4, bekannt geworden. Außerdem spielte er in der Comedy-Serie Brotherhood und in Filmen wie zum Beispiel in Die Wolken von Sils Maria. In Song One von Kate Barker-Froyland ist er an der Seite von Anne Hathaway in der männlichen Hauptrolle zu sehen. In der Fernsehserie Genius (2017) verkörpert er Albert Einstein als jungen Mann. 2017 spielte er auch in dem Film Beast. 2018 feierte die britische Fernsehserie Jahrmarkt der Eitelkeiten nach dem gleichnamigen Roman von William Makepeace Thackeray ihre Premiere, Flynn spielt in ihr den William Dobbin. 2020 war er in der Romanverfilmung Emma von Jane Austen als George Knightley zu sehen. Das Lied Queen Bee, das während des Abspanns gespielt wird, hat Flynn geschrieben. Im selben Jahr wurde die David-Bowie-Biografie Stardust, in der er die Hauptrolle übernahm, veröffentlicht.

## Alben
- A Larum (2008)
- Been Listening (2010)
- A Bag of Hammers (Film Score) (2012)
- Country Mile (2013)
- Sillion (2017)
- Live at the Roundhouse (2018)
- Lost in the Cedar Wood (2021)
- The Moon Also Rises (2023)

## Singles und EPs
- Ode to a Mare Trod Ditch (2007)
- The Box (2007)
- The Epic Tale of Tom and Sue (2007)
- Hong Kong Cemetery EP (2008)
- Napster Session [Digital-only Release] (2008)
- Brown Trout Blues (2008)
- Leftovers (2008)
- Tickle Me Pink (2008)
- Fee Fie Foe Fum [Split 7" with Laura Marling] (2008)
- [Untitled 10" Vinyl] (2008)
- Sweet William e.p. (2009)
- Kentucky Pill (2010)
- Barnacled Warship (2010)
- The Water (2010)
- Detectorists (2014, UK: Silber)[7]
- Queen Bee (2020)

## Filmografie
- 2006: Crusade in Jeans
- 2014: Song One
- 2014: Die Wolken von Sils Maria (Clouds of Sils Maria)
- 2014–2018: Lovesick (Serie)
- 2017: Beast
- 2017: Genius (Serie)
- 2018: Les Misérables (Serie)
- 2018: Jahrmarkt der Eitelkeiten (Vanity Fair, Serie)
- 2020: Emma
- 2020: Stardust
- 2021: Die Ausgrabung (The Dig)
- 2021: Die Täuschung (Operation Mincemeat)
- 2022: The Outfit – Verbrechen nach Maß (The Outfit)
- 2023: One Life
- 2024: Ripley (Serie)